# Ferro-ferri-barroisite
La ferro-ferri-barroisite è un raro minerale non ancora approvato dall'Associazione Mineralogica Internazionale (IMA); nonostante ciò la ferro-ferri-barroisite viene classificata nel supergruppo dell'anfibolo, all'interno del quale viene collocata nel "gruppo degli anfiboli con W(OH,F,Cl)-dominante" e da lì al sottogruppo degli anfiboli di sodio-calcio dove occupa un posto nel "gruppo contenente la radice barroisite nel nome"; essendo un anfibolo, appartiene agli inosilicati e pertanto alla famiglia minerale dei "silicati", e possiede composizione chimica ☐(NaCa)(Fe2+3Fe3+2)(Si7Al)O22(OH)2.
La ferro-ferri-barroisite e definita con:
- catione ferro ferroso (Fe2+) dominante in posizione C2+
- catione ferro ferrico (Fe3+) dominante in posizione C3+
- anione idrossile (OH-) dominante in posizione W.

## Etimologia e storia
La ferro-ferri-barroisite prende il nome dalla sua relazione con la barroisite e dal contenuto di ferro sia ferroso (Fe2+) che ferrico (Fe3+).
Inizialmente era stata chiamata ferri-ferro-barroisite con la revisione della nomenclatura del 1978 (IMA 1978), nome modificato poi in ferri-ferrobarroisite con la revisione della nomenclatura degli anfiboli del 1997. Con la revisione della nomenclatura degli anfiboli del 2012 il nome è stato modificato in ferro-ferri-barroisite ed è cambiata la definizione, ma non è stato ancora completato il processo di riconoscimento ufficiale di una specie che risponda alla definizione più recente.
A causa del cambio di definizione, alcuni campioni catalogati prima del 2012 come ferro-ferri-barroisite potrebbero essere in realtà ferro-ferri-winchite.

## Classificazione
La classica nona edizione della sistematica dei minerali di Strunz, aggiornata dall'Associazione Mineralogica Internazionale fino al 2009, elenca la ferro-ferri-barroisite come ferri-ferrobarroisite e la colloca nella classe "9. Silicati (germanati)" e da lì nella sottoclasse "9.D Inosilicati"; questa viene suddivisa più finemente in base alla struttura cristallina del minerale, in modo tale che la ferro-ferri-barroisite (ferri-ferrobarroisite) possa essere trovata nella sezione "9.DE Inosilicati con catene doppie di periodo 2, Si4O11; clinoanfiboli" dove forma il sistema nº 9.DE.20.
Tale classificazione viene mantenuta anche nell'edizione successiva, proseguita dal database "mindat.org" e chiamata Classificazione Strunz-mindat.
Anche la classificazione dei minerali secondo Dana, usata principalmente nel mondo anglosassone, elenca la ferro-ferri-barroisite nella famiglia dei silicati; qui è nella classe degli "inosilicati: catene doppie non ramificate, W=2" e nella sottoclasse degli "inosilicati: catene doppie non ramificate, configurazione anfibolo W=2" dove forma il "gruppo 3, gli anfiboli sodico-calcici" con il numero di sistema 66.01.03b.

## Abito cristallino
La ferro-ferri-barroisite cristallizza nel sistema monoclino nel gruppo spaziale C2/m (gruppo nº 12).

## Origine e giacitura
La ferro-ferri-barroisite è stata trovata solo in un sito, il plutone "Xiangshan" (40.01667°N 119.4°E) presso la città di Qinhuangdao (nello Hebei, in Cina).

## Forma in cui si presenta in natura
La ferro-ferri-barroisite è semi trasparente e possiede lucentezza vitrea; il colore è verde scuro o nero. Il minerale è pleocroico con sfumature gialle, verdi e blu.

## Minerali correlati
Altri minerali non ancora approvati dall'IMA hanno composizione simile a quella della ferro-ferri-barroisite, differenziandosi da essa per un qualche catione:
- ferri-barroisite. Possiede composizione ☐(CaNa)(Mg3Fe3+2)(AlSi7O22)(OH)2, ossia in posizione C2+ è dominante il magnesio, anziché il ferro ferroso.[10]

- ferro-barroisite. Possiede composizione ☐(CaNa)(Fe2+3Al2)(AlSi7O22)(OH)2; qui è il catione in posizione C3+ a cambiare rispetto alla ferro-ferri-barroisite, poiché si trova l'alluminio al posto del ferro ferrico.[11]

Entrambe condividono caratteristiche comuni: durezza Mohs tra 5 e 6, lucentezza vitrea, stessa classificazione Strunz-mindat e stessa catalogazione all'interno del supergruppo degli anfiboli.